# Schmeling (herb szlachecki)
Schmeling (herb szlachecki) (Krużganek) – polski herb szlachecki pochodzenia pruskiego.

## Opis herbu
W polu białym na ukos od prawego boku tarczy na dół na lewy krata z balasami pięciu prostymi nie toczonymi czerwona, jaka więc na gankach bywa, na hełmie pół Panny, albo po pas bez obydwu ręku, jakby po ramię obydwie odcięte miała, głowę jej binda związała, której końce daleko na bok lewy tarczy wyciągnięte.
Pieczętują się nim Schmelingowie, z których Melchior von Schmelling miał za sobą Magdalenę Urtellę, z tej syn Henryk pojął Dorotę von Kresen, która mu urodziła syna Hartwika, w wojsku koronnym Zygmunta III. Króla Polskiego majora, ten się złączył dożywotnie z Gertrudą Wittinghoffowną, z której córka Gertruda Gotardowi Bystramowi zaślubiona, umarła 1649. Jędrzej Schmelling miał swoją rotę w wojsku Polskim, co poznać z Instytucji 1631. fol. 49. Henryk starosta Orleński podpisał pacta conventa Władysława IV. Porząd. Elekc. Władysław koniuszy koronny, starosta Orleński 1674. Const. fol. 21. N. była za Feliksem Pacem podkomorzym Litewskim. Melchior w zakonie naszym, rządził prowincją Litewską od r. 1646. i na tym urzędzie umarł w Nieświeżu w r. 1648.

## Herbowni
Rodzina Schmeling. Rodzina Lippoman.